# Martin Schulz
Martin Schulz (sinh ngày 20 tháng 12 năm 1955) là một chính trị gia Đức. Ông là chủ tịch nghị viện châu Âu từ 2012 tới 2017. Trước khi là chủ tịch nghị viện châu Âu, ông là chủ tịch của nhóm Liên minh Tiến bộ Xã hội và Dân chủ. Được bầu làm chủ tịch nghị viện châu Âu 2012, Schulz lại được bầu lại vào ngày 1 tháng 7 năm 2014. Trong tháng 11 năm 2016, ông tuyên bố là sẽ không ra tranh cử lần thứ 3, mà sẽ quay về hoạt động trong chính trường Đức. Vào ngày 7 tháng 1 năm 2017, ông được Antonio Tajani của đảng EPP kế nhiệm. Trong tháng 1 năm 2017, Sigmar Gabriel tuyên bố, ông sẽ không đại diện đảng SPD ra tranh cử thủ tướng Đức nhường chỗ cho Martin Schulz. Thêm vào đó, ông cũng cho biết là sẽ không tranh cử cả chức vụ chủ tịch đảng và đề cử Martin Schulz thay thế chỗ ông.
Ngày 19 tháng 3, Schulz tại đại hội đảng liên bang đặc biệt được tất cả chọn làm ứng cử viên thủ tướng trong kỳ bầu cử quốc hội Đức 2017 và cũng được 100 % số phiếu bầu làm chủ tịch đảng SPD.

## Xuất xứ và học vấn (1955 bis 1974)
Schulz sinh ra vào năm 1955 tại Hehlrath là con út trong năm người con. Cha ông Albert xuất xứ từ Saarland, là một nhân viên cảnh sát trung cấp chịu ảnh hưởng đảng Dân chủ Xã hội và là cảnh sát làng. Mẹ ông Clara là một người nội trợ, có một nền tảng gia đình Công giáo bảo thủ và là một trong những thành viên sáng lập của nhóm địa phương CDU Würselen  Cho đến năm 1966, Martin Schulz là học sinh tiểu học ở trường Công giáo cho con trai Lehnstrasse ở Würselen. Từ năm 1966 đến năm 1974 ông theo học trường Công giáo tư Gymnasium Heilig Geist của dòng Spiritaner ở khu phố Broich thuộc thành phố Würselen. Schulz được bầu làm đại diện học sinh. Sau khi phải ở lại lớp 11 lần thứ hai, ông phải nghỉ học vào tháng 7 năm 1974 với bằng Mittlere Reife.

## Nghề nghiệp (1974 bis 1994)
Sau một năm thất nghiệp, Schulz theo học 1975-1977 nghề buôn bán sách. Sau khi tốt nghiệp, ông làm việc trong 5 năm cho các nhà xuất bản và các hiệu sách khác nhau ở vùng Aachen  cho đến khi ông và chị Doris và mở tiệm sách vào năm 1982 tại Würselen, mà ông cùng sở hữu cho đến năm 1994.
Giữa những năm 1970, Schulz trở thành một người nghiện rượu. Trong một cuộc phỏng vấn với tạp chí Bunte, ông nói: "Tôi không có gì phải che giấu. Những cuộc đấu tranh mà tôi đã phải trải qua trong cuộc sống của tôi, tôi đã chiến đấu - và thành công. Tôi đã uống tất cả mọi thứ tôi có thể tìm được." Điều tồi tệ nhất là mỗi buổi sáng khi thức dậy có cảm giác như một kẻ vô dụng. Mỗi ngày tôi tự nói với mình là sẽ làm tốt hơn. Nhưng ngày hôm sau cũng không làm được như mong muốn. "Đó là một cảm giác gây buồn phiền. Những quá trình như vậy làm "gẫy lưng" của bạn, làm cho bạn mất đi điểm nương tựa". Từ năm 1980, Martin Schulz đã bỏ rượu.
Schulz theo đạo Công giáo Rôma và kết hôn với kiến trúc sư cảnh quan Inge Schulz . Ông có hai đứa con trưởng thành và sống ở Würselen. Ngoài tiếng Đức, ông nói tiếng Pháp, Anh, Hà Lan, Tây Ban Nha và Ý, theo tường thuật của phương tiện truyền thông mỗi tiếng đều lưu loát. Martin Schulz là một fan của 1. FC Köln.
Martin Schulz chơi bóng đá lúc còn trẻ (hậu vệ trái)  cho SV Rhenania Würselen 05, 1972 ông được giải hạng nhì Thiếu niên B Tây Đức. Về thời đó có lần ông nói: "Tôi đã hoàn toàn điên cuồng về bóng đá. Kinh Thánh của tôi là báo bóng đá Kicker.Thiên Chúa của tôi là Wolfgang Overath."  Tuy nhiên, vì một chấn thương đầu gối và một chấn thương dây chằng nghiêm trọng, ông đã phải bỏ bóng đá 1975 . Schulz không phải làm nghĩa vụ quân sự vì không đủ sức khỏe.